# Presley Spruance
Presley Spruance (Kent megye, 1785. szeptember 11. – Smyrna, 1863. február 13.) az Amerikai Egyesült Államok szenátora (Delaware, 1847–1853).